# Phòng thủ tháp
Phòng thủ tháp hay còn gọi là Trò chơi thủ thành (tiếng Anh: Tower defense) là một thể loại phụ của dòng chiến lược thời gian thực. Mục tiêu của dạng game phòng thủ tháp là cố gắng để ngăn chặn kẻ thù tràn qua một bản đồ bằng cách xây dựng bẫy nhằm làm chậm bước tiến của chúng và các tòa tháp sẽ sẵn sàng bắn hạ nếu quân địch vượt qua. Kẻ thù và tòa tháp thường có khả năng, chi phí và giá nâng cấp đa dạng. Khi đánh bại kẻ địch, người chơi kiếm được tiền hoặc điểm và dùng nó để mua hoặc nâng cấp tháp, hay nâng cấp số lượng tiền hoặc điểm kiếm được hoặc thậm chí nâng cấp tốc độ mà họ muốn nâng.
Sự lựa chọn và vị trí của các tháp cá nhân là chiến lược quan trọng của trò chơi. Nhiều game, chẳng hạn như Flash Element Tower Defense có kẻ địch chạy qua một "mê cung", cho phép người chơi đặt tòa tháp ở nơi mang tính chiến lược sao cho ra hiệu quả tối ưu. Tuy nhiên, một số phiên bản của thể loại này buộc người dùng phải tạo ra mê cung nằm ngoài tháp riêng của họ, chẳng hạn như trò Desktop Tower Defense. Số khác thì pha trộn giữa hai thể loại, với đường dẫn cài đặt trước đó có thể sửa đổi vị trí tháp ở một mức độ cụ thể, hoặc tòa tháp có thể được sửa đổi qua vị trí đường dẫn.

## Lịch sử
Tựa game phòng thủ tháp nguyên mẫu là Rampart do Atari Games phát hành vào năm 1990. Vào đầu những năm 2000, các bản đồ cho StarCraft, Age of Empires II và Warcraft III đã hướng theo những bước chân của Rampart. Minigame chiến lược Fort Condor trong Final Fantasy VII cũng có thể truyền cảm hứng cho thể loại phòng thủ tháp vì nó có chứa một số yếu tố mà giờ là thể loại trụ cột.
Cuối cùng, các nhà phát triển video game độc lập bắt đầu sử dụng Adobe Flash để làm các webgame phòng thủ tháp độc lập, dẫn đến việc phát hành Flash Element Tower Defense vào tháng 1 năm 2007 và sau đó là Desktop Tower Defense vào tháng 3 năm đó. Desktop Tower Defense trở nên vô cùng phổ biến và giành được giải thưởng Independent Games Festival, và thành công của nó đã dẫn tới một phiên bản được tạo ra cho điện thoại di động của một nhà phát triển khác nhau. Một số tựa game phòng thủ tháp khác đã đạt được một mức độ của sự nổi tiếng gồm GemCraft và Plants vs. Zombies.
Đến năm 2008, sự thành công của thể loại này đã dẫn dòng game phòng thủ tháp bước vào thị trường video game console như trò Defense Grid: The Awakening trên Xbox 360, PixelJunk Monsters và Savage Moon cho PlayStation 3. Thể loại phòng thủ tháp còn xuất hiện trên các hệ máy cầm tay game console như Lock's Quest và Ninjatown trên Nintendo DS.

## Lối chơi

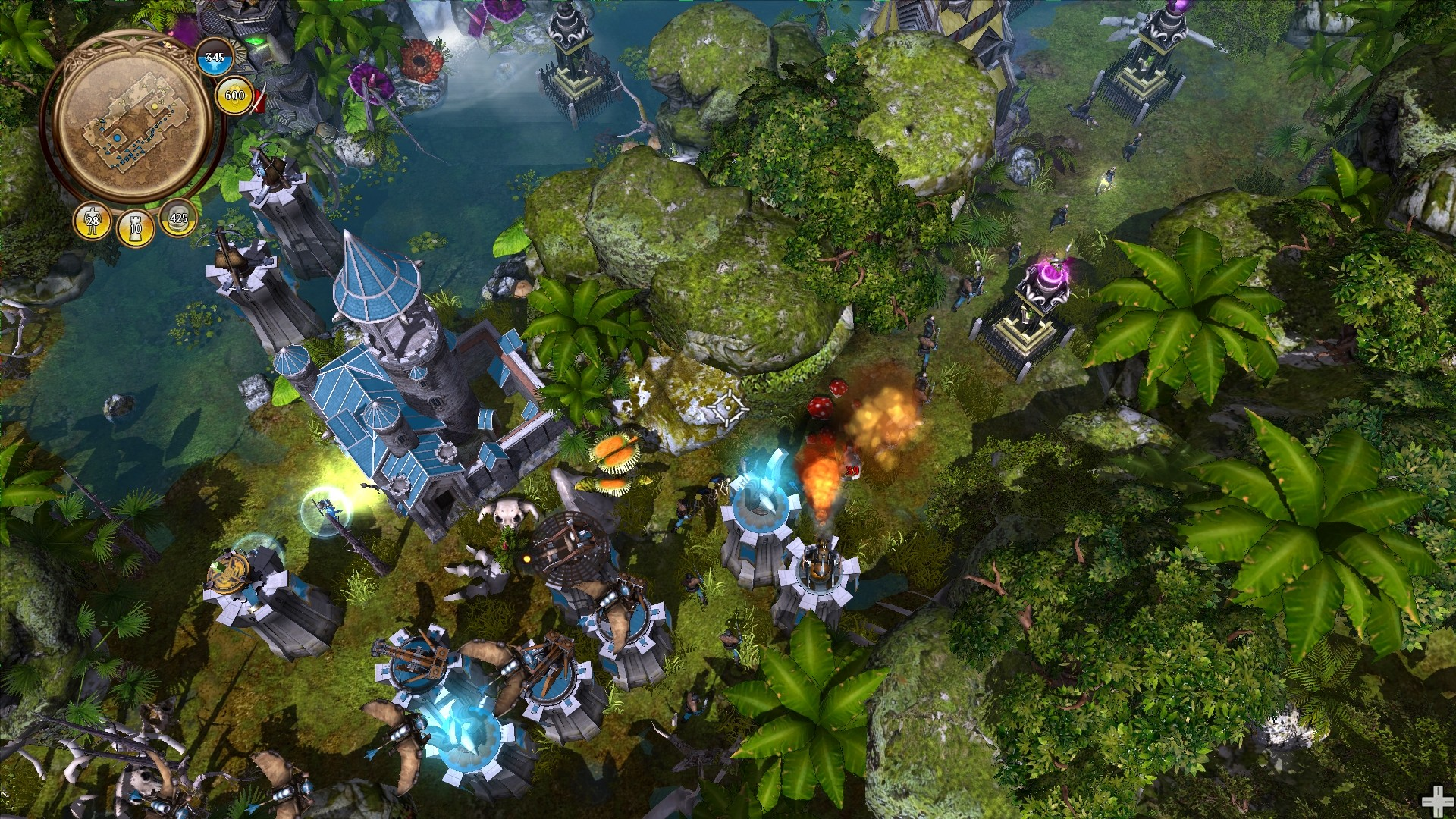
Một tấm hình chụp trong game Defenders of Ardania cho thấy đặc trưng của thể loại phòng thủ tháp, cũng như các đơn vị và một lâu đài đóng vai trò như là một điểm kết thúc.

Thể loại phòng thủ tháp được đặc trưng nhờ vị trí các đơn vị tĩnh của người chơi nhằm bảo vệ chống lại các đơn vị đối phương di động đang cố gắng nắm lấy một điểm bắt đầu đến điểm kết thúc. Có một số thiết lập của các đơn vị đối phương (hay "thiệt hại" người chơi có thể lấy từ các đơn vị chạm đến điểm cuối), có thể đi đến điểm cuối trước khi màn này bị thua. Một số trò chơi sử dụng một tuyến đường tĩnh mà các đơn vị đối phương bám theo đó mà người chơi đặt tòa tháp của họ, trong khi số khác ủng hộ một môi trường kiểu tự do cho phép người dùng xác định đường đi của các đơn vị đối phương. Một số trò chơi thì sử dụng một kiểu pha trộn cả hai. Hầu hết các game đều cho phép nâng cấp tòa tháp của người chơi.
Một trong những chiến lược thiết yếu của dạng game này là "mê cung", tức là chiến thuật của việc tạo ra một con đường quanh co rối rắm đến chỗ tòa tháp để kéo dài khoảng cách đối phương phải đi để vượt qua vị trí phòng thủ. Thỉnh thoảng người chơi có thể sử dụng các "mánh khóe" bằng cách xen kẽ giữa việc đặt chướng ngại vật lối ra ở một bên và sau đó ở phía bên kia khiến đối phương phải quay lại và tới lui cho đến khi họ bị đánh bại. Một số trò chơi còn cho phép người chơi thay đổi chiến lược tấn công được sử dụng cho tòa tháp để có thể bảo vệ cho cái giá thậm chí còn hợp lý hơn.
Mức độ kiểm soát của người chơi (hoặc thiếu cái đấy) trong những game như vậy cũng thay đổi từ các game mà người chơi điều khiển một đơn vị trong thế giới game, tới những game mà người chơi không trực tiếp điều khiển tất cả các đơn vị. Nó là một chủ đề phổ biến trong thể loại phòng thủ tháp có các đơn vị không quân chẳng cần vượt qua cách bố trí của mê cung, nhưng lại bay qua tháp trực tiếp đến đích cuối cùng. Một số trò chơi phòng thủ tháp hoặc bản đồ tùy chỉnh cũng đòi hỏi người chơi phải loại bỏ đối phương trên các game board đối địch của họ tương ứng khu vực kiểm soát của họ tại một game board phổ biến. Những game như vậy còn được gọi là thể loại chiến tranh tháp (tower war).

## Nhãn hiệu USPTO
Ngày 3 tháng 6 năm 2008, Công ty COM2US đã được trao nhãn hiệu cho thuật ngữ "Tower Defense" (phòng thủ tháp), nộp vào ngày 13 tháng 6 năm 2007 - dãy số thứ tự 3442002, công ty đã được báo cáo để bắt đầu thực thi nhãn hiệu. Bổ sung thêm cụm từ "Tower Defense" (bằng chữ in hoa) để mô tả một trình ứng dụng cho iTunesConnect và các cửa hàng ứng dụng sẽ tự động hiện lên một cảnh báo thông báo cho người dùng rằng trình của họ có thể bị từ chối sử dụng thuật ngữ, tuy nhiên lối viết cụm từ trong trường hợp thấp hơn vẫn còn chấp nhận được là "tower defense" là một mô tả hợp lệ của một phong cách trò chơi. Thương hiệu chỉ áp dụng cho kiểu chữa viết hoa Tower Defense.

## Các trò chơi tiêu biểu
- Defenders of Ardania
- Series Kingdom Rush
- Series Zombo Buster
- Series Plants vs. Zombies